# Anton Stecker
Anton Stecker, también conocido en árabe como Abu Ankabut, Padre de las Arañas, (Josefův Důl, Mladá Boleslav, 17 de enero de 1855 - ib., 15 de abril de 1888) fue un cartógrafo y explorador checo.

## Biografía

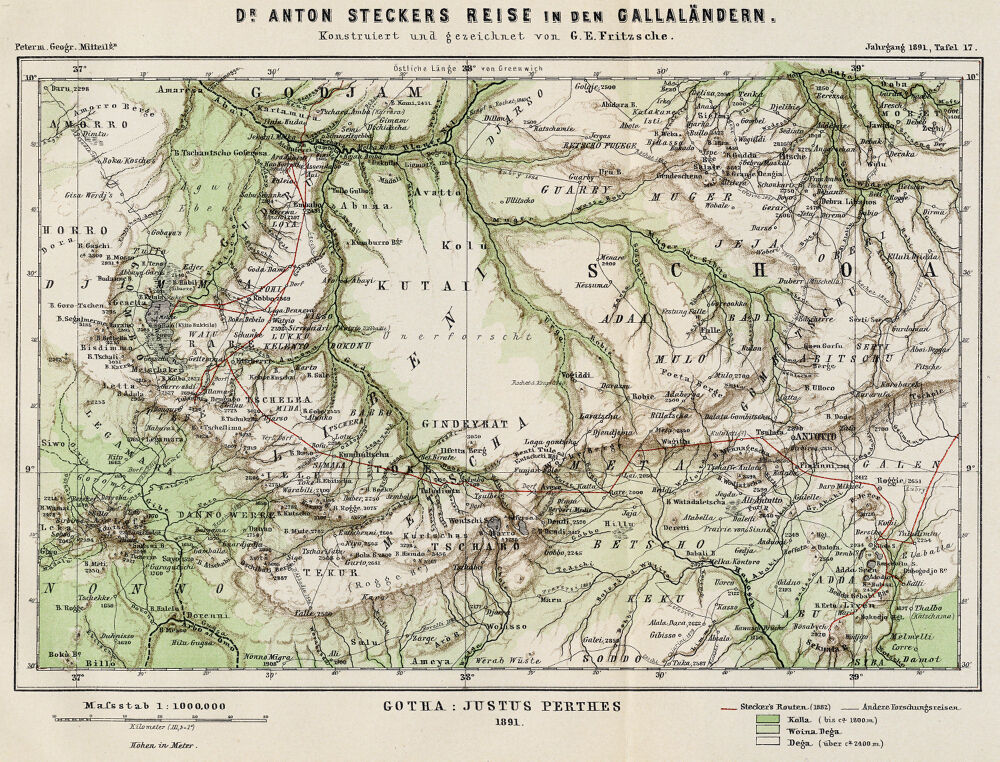
Viaje de Anton Stecker por el territorio de los oromo, mapa de 1891

### Primeros años
Desde 1873, estudió ciencias naturales en la Universidad de Praga. Durante sus estudios, publicó artículos sobre zoología y entomología, especialmente sobre arácnidos, en varias revistas. Completó sus estudios en la Universidad de Heidelberg, especializándose en zoología y anatomía, doctorándose en 1877. En Heidelberg, Stecker conoció a los exploradores e investigadores Gustav Nachtigal, Ferdinand von Richthofen y Gerhard Rohlfs, y siguiendo sus consejos, se trasladó a Berlín para adquirir más conocimientos. 

### Exploración por Libia
En 1878, la Sociedad Alemana para la Exploración de África Ecuatorial le envió al África como asesor científico de la expedición de Rohlfs. El objetivo de la misión era encontrar los oasis de Kufra y explorar la cuenca del río Congo. Desde Trípoli recorrieron el desierto de Libia, y en agosto de 1879 fueron los primeros europeos en llegar a Kufra. Fueron atacados por los sennus en el sur de Libia y tuvieron que regresar a Bengasi. A lo largo de la ruta, Stecker realizó numerosas observaciones, como las medidas de altitud que tomó para detectar posibles depresiones.  

### Exploraciones por Abisinia
En 1880, Stecker viajó a Trípoli en representación de la Sociedad Africana y desde allí viajó a El Cairo y luego con Rohlfs hasta Abisinia. Desembarcaron en Massawa, pero Rohlfs regresó a Europa y Stecker siguió solo y cartografió el lago Tana. En 1881, llegó a la región de Gojjam, penetró en territorio de los oromo y fue hecho prisionero por Menelik II. A petición del explorador italiano Orazio Antinori, fue puesto en libertad. Posteriormente cartografió algunos lagos en Abisinia y las fuentes del río Awash y por ello, el emperador etíope Juan IV le concedió la Orden del Sello de Salomón y la Orden del Mérito de Abisinia. 

### Últimos años
Regresó a Europa en 1883 vía Gondar, Aksum y luego en barco hasta Génova, llegando a Mladá Boleslav a finales de octubre de ese año. Escribió algunos artículos sobre sus viajes en revistas divulgativas y populares e impartió conferencias, pero no logró consolidarse como científico y vivió en la pobreza y con mala salud, muriendo en 1888 por tuberculosis pulmonar. No consiguió terminar el libro de sus viajes por África que estaba preparando, en el que quería incluir los mapas, dibujos y acuarelas que había realizado, por lo que no se conservan publicaciones importantes de Stecker, aparte de algunos artículos.  